# Gartenfriedhof

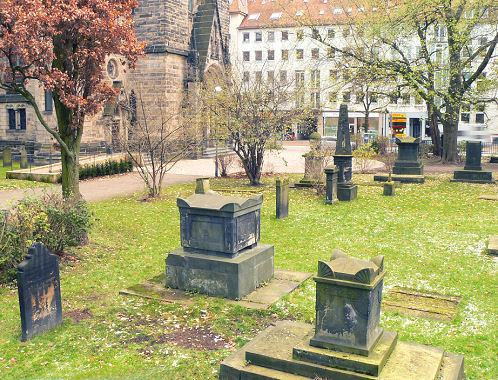
Gartenfriedhof con la iglesia de Santa María ("Gartenkirche") al fondo, y a la izquierda, tras la calle Marienstraße

El Gartenfriedhof de Hannover (en alemán, cementerio-jardín) es un cementerio histórico situado en dicha ciudad. Fue construido en 1741 y se encuentra junto a la iglesia Gartenkirche, erigida en 1749. Tanto el cementerio como la iglesia reciben su nombre por el jardín municipal en el que se hallan, fuera de las murallas de la ciudad antes de Aegidientor. El cementerio conserva aún muchos monumentos de arte funerario clásico, principalmente a partir de la primera mitad del siglo XIX. Fue clausurado en 1864, cuando se inauguró el nuevo cementerio de Engesohde. Actualmente es un parque público del centro de Hannover. Las tumbas de Charlotte Buff, arquetipo de Goethe para el personaje "Lotte", de " Werther ", la astrónoma Carolina Herschel y el pintor Johann Heinrich Ramberg, por mencionar sólo los tres más importantes, se encuentran aquí. El Gartenfriedhof está situado en la  Marienstraβe, entre las calles y Arnswaldt y Warmbüchen.